# 弗兰季舍克·巴尔比雷克
弗兰季舍克·巴尔比雷克（捷克語：František Barbírek，1927年1月19日—2001年4月19日），捷克斯洛伐克共产党领导人，布拉格之春的支持者，1971年辞去一切职务。。